# Vlootverband
Een vlootverband is een groep marineschepen van verschillende soorten en klassen, vaak afkomstig uit verschillende landen. Voorbeelden van een vlootverband zijn NAVO's Standing NATO Response Force Maritime Group 1 (SNMG1) en Standing NATO Response Force Maritime Group 2 (SNGM2). Deze zijn vaak gevuld met verschillende fregatten, torpedobootjagers, mijnenjagers en bevoorradingsschepen. Vlootverbanden houden zich bezig met het patrouilleren van gebieden en het uitvoeren van oefeningen. Ze kunnen worden ingezet bij militaire dreigingen of ernstige natuurrampen. Ook worden vlootverbanden gebruikt voor spionage, zo hield bijvoorbeeld de NAVO met SNMG2 in 2018 een grootschalige oefening van de Russische Marine in de gaten.